# Domagoj Chorwacki
Domagoj (zm. 876) – kniaź Chorwacji i Dalmacji w latach 864–876. Protoplasta linii Domagojewiczów.

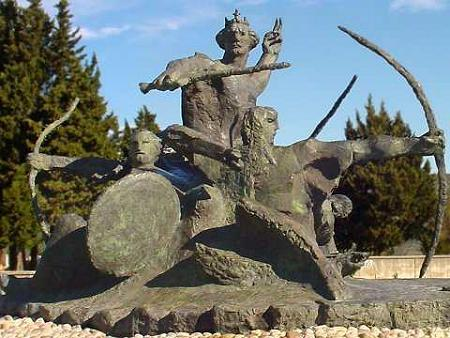

Przypuszczalnie Domagoj był jednym z możnych chorwackich. Władzę zyskał w wyniku wojny domowej. Trudnił się korsarstwem, napadając na miasta frankijskie i bizantyjskie. W 865 roku został zmuszony do podpisania traktatu z Wenecją, gwarantujący jej okrętom bezpieczeństwo na Adriatyku, jednak tego traktatu nie przestrzegał. W 866 roku przy wsparciu Bizantyjczyków odparł inwazję arabską. W 871 wsparł czynnie Franków w wojnie z Arabami, w międzyczasie Wenecja zaatakowała Chorwację. W 874 papież Jan VIII interweniował w konflikt wenecjańsko-chorwackim, stając po stronie Wenecji (Domagoj jako chrześcijanin winien powstrzymywać się, i swoich podwładnych, od rozbojów morskich).
Po śmierci Ludwika Niemieckiego kniaź postanowił uniezależnić się od władzy frankijskiej. Pierwsze działania zostały podjęte, jednak realizacja planu została przerwana przez śmierć Domagoja. Próbę kontynuacji planu podjął nieznany z imienia władca (zapewne syna zmarłego). Armia chorwacka przegrała z Wenecjanami i wschodnimi Frankami, co wykorzystał Zdesław – zbieg z czasów wojny domowej. Dzięki poparciu cesarza Bazylego I Zdesław został wybrany na następcę Domagoja.
W kronikach weneckich opisywano go jako najgorszego księcia Słowian (łac. pessimus dux Sclavorum), w kronikach papieskich jako sławnego księcia (łac. glourisus dux) lub jako księcia Sklavii (łac. dux Sclavorum).